# 北海道坂本龍馬記念館
北海道坂本龍馬記念館（ほっかいどうさかもとりょうまきねんかん）は、北海道函館市に設立された幕末の志士坂本龍馬および北海道に渡った坂本家子孫の史料を展示する記念館である。

## 概要
特定非営利活動法人北海道坂本龍馬記念館実行委員会が中心となって、龍馬の生誕日と命日にちなんで2009年11月15日に開館した。名誉顧問に郷士坂本家9代・坂本登氏、顧問に同10代・坂本匡弘氏を迎えている。
展示物は、坂本龍馬の書簡２通や愛用の湯飲茶碗をはじめとする幕末維新の志士たちの貴重な史料のほか、北海道に渡った坂本家子孫のゆかりの品々がある。8代当主である坂本直行は山岳画家として名高くその絵画も展示されている。
2010年11月15日には、記念館向かいの函館龍馬公園内に、高さ6 m（台座2.5 m、銅像3.5 m）の「蝦夷地の坂本龍馬像」が建立された。

## 施設情報
- 所在地 - 北海道函館市末広町8番6号
- 休館日 - 年中無休
- 開館時間 - 8:00〜18:00
- 入館料（協力金） - 一般・大学生：1000円／小学生～高校生：400円／未就学児：無料

## 主な収蔵品
- 坂本龍馬書簡 文久3年8月14日 姉・乙女宛
- 坂本龍馬書簡 慶応2年1月20日 姪・春猪宛
- 坂本龍馬愛用 亀山焼の湯呑茶碗
- 徳川十五代将軍・徳川慶喜公　書「六言二句二行」
- 勝海舟　書入り扇子　等
- 日本刀「吉行」「村正」「正宗」「兼定」「虎徹」等

## 交通アクセス
- 函館市電「十字街」電停からすぐ